# Jože Brumen
Jože Brumen, slovenski arhitekt, kipar in oblikovalec, * 14. marec 1930, Maribor, † 7. december 2000, Ljubljana.
Med drugo svetovno vojno je bil z očetom Antonom, mamo Minko in sestro Janjo izgnan v Srbijo. Po vojni je leta 1950 končal klasično gimnazijo v Mariboru, nato se je vpisal na študij arhitekture na tedanji tehniški visoki šoli v Ljubljani. Študij arhitekture je leta 1960 uspešno zaključil. Leta 1957 se je na Univerzi v Ljubljani vpisal na Akademijo za likovno umetnost in oblikovanje v Ljubljani v študij kiparstva, iz katerega je diplomiral leta 1963. Leta 1968 je postal docent na Akademiji za likovno umetnost in oblikovanje v Ljubljani, 1974 postane izredni profesor ter 1979 pa redni profesor za oblikovalne zasnove. Intenzivno je sodeloval z Moderno galerijo v Ljubljani (od leta 1967). 1971 se je poročil z Natašo Golob, 1973 se rodi edini sin Goran Brumen. Leta 1977 je imel samostojno razstavo v Moderni galeriji v Ljubljani.
Sodil je med vodilne slovenske grafične oblikovalce. Opravil je pionirsko delo v oblikovanju knjižnih oprem in posebej še likovnih publikacij - od razstavnih katalogov do umetniških monografij. Posebej znana je oprema monografije Janeza Bernika iz leta 1967 in Integrali Srečka Kosovela, ki še danes sodita med reprezentativna dela slovenskega založništva.

## Dela
- hiša v Naveršnikovi ulici v Mariboru
- oprema monografije Janeza Bernika (1967)
- oprema knjige Srečko Kosovel: Integrali (1967)
- znak RTV Zagreb (1970-71)
- znak časopisne hiše Delo
- znak Golf hotela na Bledu
- celostna podoba in znak Univerze Edvarda Kardelja v Ljubljani (sedaj Univerza v Ljubljani)
- celostna podoba 7. grafičnega bienala v Moderni galeriji (1971)
- oprema knjige Odiseja in Ilijada z grafikami Marija Preglja za razstavo v Moderni galeriji v Ljubljani (1991)

## Priznanja in nagrade
- častna pohvala za plakat na 1. BIO (Bienale Industrijskega Oblikovanja)
- nagrada prešernovega sklada za oblikovanje (1967)
- priznanje z diplomo II. stopnje na mednarodni razstavi 100-letnice Lenina v Moskvi
- 1. nagrada za znak Radio televizije Zagreb (1971)
- 1. nagrada za monografijo Bihajli - Pregelj) v Beogradu (1972)
- 1. nagrada v Beogradu (Ocvirk - Josip Vidmar)